# Noordgastransport

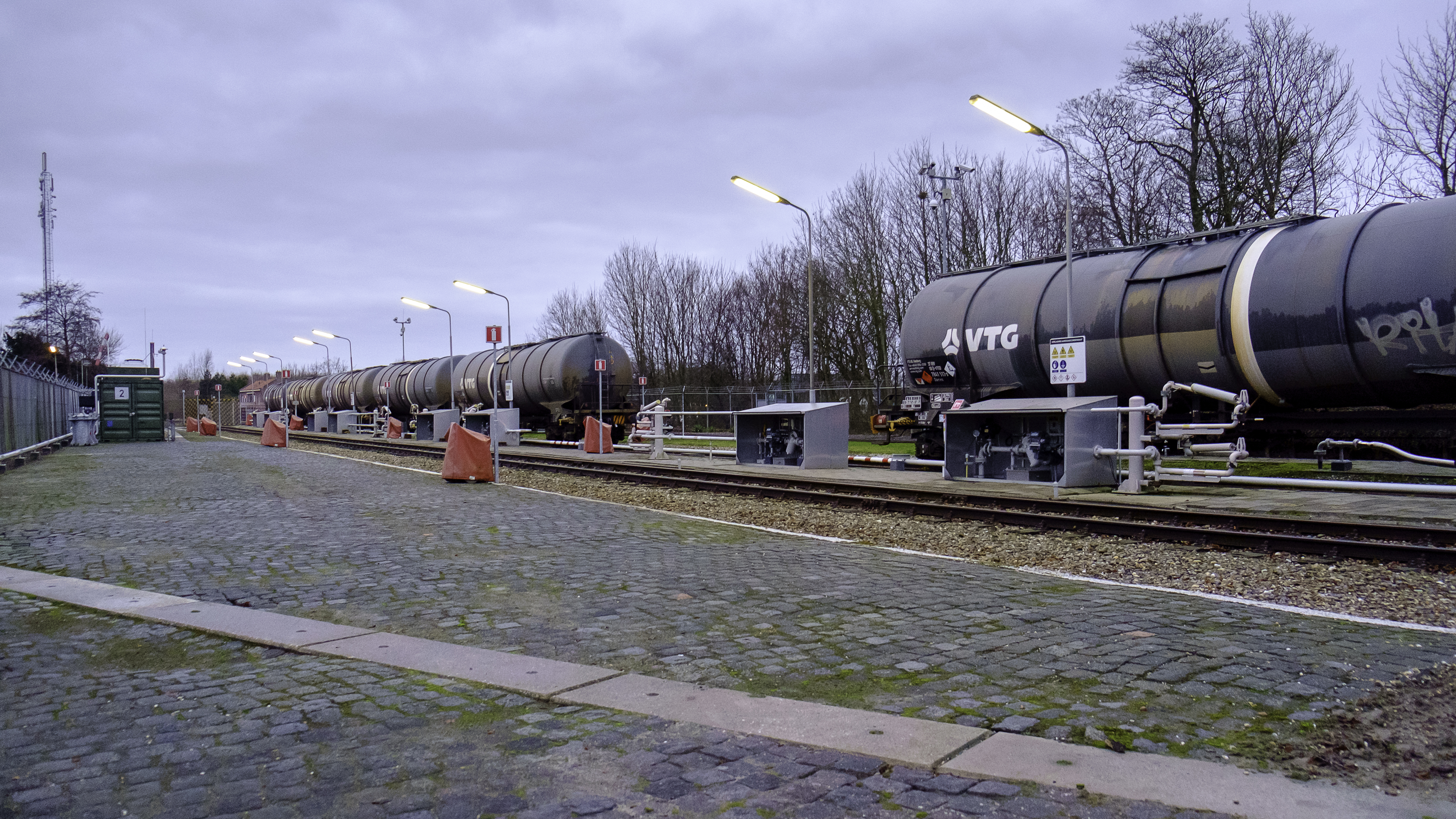
Laadplaats voor aardgascondensaat van Noordgastransport naast het oude station Roodeschool

De pijpleiding NGT (Noordgastransport) is de pijpleiding die gas vanaf productieplatforms op de Noordzee transporteert naar het vasteland. De pijpleiding komt aan land bij Uithuizen, waar het aardgas bewerkt wordt voordat het verder wordt getransporteerd. Het bedrijf is opgericht in 1973.

## Activiteiten
Noordgastransport beheert een gasleidingnet in het Nederlandse deel van de Noordzee. Het heeft zo’n 470 kilometer pijpleiding waardoor ongeveer 42 miljoen m3 gas per dag wordt vervoerd. Naast het vervoer wordt het gas behandeld in Uithuizen. Het aardgas komt uit diverse velden met verschillende kwaliteiten en samenstellingen. Verder bevat het gas nog ongewenste stoffen die worden verwijderd. Tot slot zijn er faciliteiten om het aardgas te condenseren tot aardgascondensaat. NGT heeft 25 medewerkers en is gevestigd in Den Haag en in Uithuizen.
In 2016 behaalde het een omzet van 114 miljoen euro en een nettowinst van 63,5 miljoen euro. De grootste aandeelhouder van Noordgastransport is het Deense PD Alternative Investments met 40% van de aandelen. Neptune Energy Holding Netherlands BV heeft 18,6% in handen. De Nederlandse Aardolie Maatschappij verkocht in 2017 haar belang van 18% aan het infrastructuurfonds SL Capital.